# Актуганово
Актуга́ново (рос. Актуганово, башк. Аҡтуған) — село у складі Калтасинського району Башкортостану, Росія. Входить до складу Старояшевської сільської ради.
Населення — 326 осіб (2010; 356 у 2002).
Національний склад:
- марійці — 99 %